# Conclave de 1378

Brasão papal de Sua Santidade o Papa Urbano VI

O conclave papal ocorrido entre 7 a 9 de abril de 1378 resultou na eleição do Papa Urbano VI depois da morte do Papa Gregório XI. Foi o primeiro conclave após o Papado de Avinhão. Este conclave foi uma das causas imediatas do posterior Cisma do Ocidente, que dividiria a Igreja Católica por cerca de 40 anos. Urbano VI foi o sexto e último Papa eleito que não pertencia ao Colégio dos cardeais.
Este conclave foi um dos mais curtos na história da Igreja Católica, além de ser um dos primeiros realizados na Basílica de São Pedro, já que anterior ao Papado de Avinhão, as eleições e conclaves em Roma ocorriam na Basílica de São João de Latrão, pelo menos desde 1159.

## Contexto
O Papa Gregório XI morreu em 26 de março de 1378 em Roma, depois de ter regressado de Avinhão perseguindo interesses territoriais sobre os Estados Pontifícios, produto da Guerra dos Oito Santos. Ainda que os cardeais franceses constituíssem a maioria do Colégio dos cardeais devido ao anterior papado de Avinhão, eles sucumbiram à vontade do povo romano, que exigia a eleição de um pontífice italiano.

## Lista de participantes
| Criado por              | Cardeais | Por Cento |
| ----------------------- | -------- | --------- |
| Papa Inocêncio VI (IVI) | 04       | 17,39 %   |
| Papa Urbano V (UV)      | 04       | 17,39 %   |
| Papa Gregório XI (GXI)  | 015      | 65,22 %   |
| Total                   | 23       | 100 %     |

Somente 16 do total de 23 cardeais participaram do conclave. Dois possíveis cardeais (Piero Tornaquinci e Pietro Tartaro) não tiveram permissão de entrar. Dos ausentes, 6 permaneceram em Avinhão e Jean de la Grange ausentou-se.
1. Pietro Corsini, vice-decano. (UV)
2. Jean de Cros, Penitenciário-mor. (GXI)
3. Guillaume d'Aigrefeuille, iuniore, O.S.B., Camerlengo. (UV)
4. Francesco Tebaldeschi (UV)
5. Bertrand Lagier, O.F.M. (GXI)
6. Roberto de Genebra (GXI) (futuro Antipapa Clemente VII)
7. Simone Borsano (GXI)
8. Hugues de Montelais (GXI)
9. Gui de Maillesec (GXI)
10. Pierre de Sortenac (GXI)
11. Gérard du Puy, O.S.B. (GXI)
12. Giacomo Orsini (GXI)
13. Pierre Flandrin, vigário de Roma. (GXI)
14. Guillaume Noellet (GXI)
15. Pierre de Vergne (GXI)
16. Pedro Martínez de Luna y Gotor (GXI) (futuro Antipapa Bento XIII)

### Ausentes
1. Pierre de Monteruc (IVI)
2. Jean de Blandiac (IVI)
3. Gilles Aycelin de Montaigu (IVI)
4. Hugues de Saint-Martial, Protodiácono e arcipreste da Basílica Vaticana. (IVI)
5. Angelic de Grimoard, C.R.S.A., Decano do Colégio dos Cardeais e arcipreste da Basílica Laterana. (UV)
6. Guillaume de Chanac, O.S.B. (GXI)
7. Jean de la Grange, O.S.B. (GXI)

## A eleição
Antes de morrer, o Papa Gregório XI afrouxou substancialmente as regras do conclave, dando instruções específicas aos cardeais para começar o processo imediatamente após a sua morte, no lugar de esperar os nove dias prescritos para os funerais, evitando assim a formação de partidos dentro do Colégio. Além disso, deu permissão aos cardeais para celebrar, se fosse necessário, o conclave fora de Roma e mudar de lugar tantas vezes quanto necessário. Finalmente, suspendeu o requisito dos dois terços para ser eleito, substituindo pelo de a maioria (no original, uma declaração ambígua).

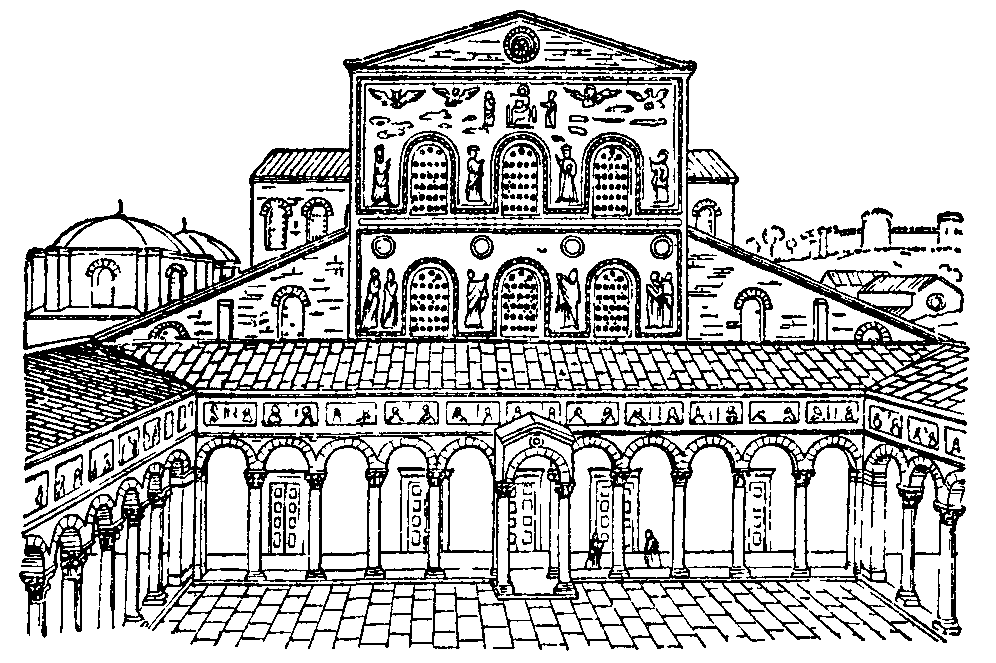
Antiga Basílica de São Pedro, segundo ilustração da Enciclopédia Católica de 1911.

Apesar dos desejos de Gregório, os cardeais se encontravam divididos em três facções: a primeira que englobava aos quatro cardeais italianos (dois romanos, um florentino e um milanês), a segunda constituída pelos sete cardeais de Limoges e, finalmente, a terceira formada pelos cinco cardeais franceses restantes. O conclave não pode começar sem um dia de atraso, fruto de uma forte tempestade que atingiu Roma e posteriormente pelo desejo dos cardeais de Limoges de sair da cidade, tal como tinha permitido o falecido Papa, mas foram persuadidos pelo resto do Colégio sob as palavras de que tal ato poria em perigo a todos eles. Loggo após a meia-noite do segundo dia os encarregados do conclave expulsaram todas as pessoas que não estavam autorizadas a estar durante o processo.
Segundo a Enciclopédia Católica, inclusive Roberto de Genebra (futuro Antipapa Clemente VII) e Pedro Martínez de Luna y Gotor (futuro Antipapa Bento XIII) se encontravam entre os que votaram por Prignano. Prignano tinha vivido na França, feito que podia ser chave para ganhar a simpatia dos eleitores franceses. Ele era arcebispo de Bari. A eleição foi supostamente unânime, com a exceção de Giacomo Orsini, que afirmou que não era o suficientemente "livre" para votar.
Prignano foi acompanhado por outros vários prelados (para ocultar a identidade do selecionado) ao Vaticano para aceitar sua eleição. Entretanto começou a reinar a confusão logo que o cardeal Orsini anunciara o Habemus Papam sem identificar a Prignano. Depois da celebração das eleições, o povo romano entrou na Basílica, sob a impressão de que o velho cardeal romano Tebaldeschi (que estava de posse da insígnia papal) tinha sido eleito, impressão de qual os cardeais não se retrataram, enquanto fugiam para suas celas. Os cardeais que ficaram informaram logo à multidão da eleição de Prignano que estava escondido na "habitação mais secreta possível" até que sua eleição pudesse ser anunciada.

## Sequelas

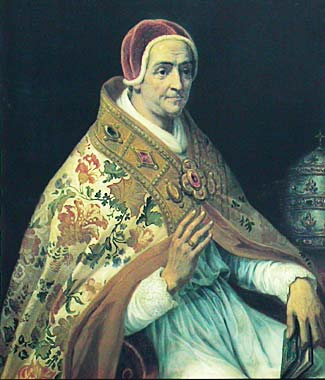
Papa de Avinhão Clemente VII, eleito pelos dissidentes do Papado de Roma.

Em setembro que seguiu à eleição, os cardeais franceses se reuniram em Avinhão e em Fondi, e elegeram a seu próprio Papa: Clemente VII, que ganhou o apoio de 13 dos 22 integrantes do Colegio Cardinalício (nessa época, o cardeal Tebaldeschi tinha falecido).